# Ca la Madrona
Ca la Madrona és un edifici del municipi de Navarcles (Bages) que forma part de l'Inventari del Patrimoni Arquitectònic de Catalunya. És un habitatge bastit en paredat i arrebossat. El portal d'accés és adovellat i el finestral que té a sobre, també de pedra picada, és de llinda amb dues motllures de guardapols.
Hi ha un escut en l'espai situat entre el portal d'entrada, de mig punt i adovellat on s'hi conserva una llinda de 1643, i una finestra superior amb unes interessants motllures. La forma de l'escut recorda la tipologia suïssa o ogival. Està dividit en quatre espais: al superior dret hi ha representada una au, i a l'esquerra uns símbols de significat ambigu. A la part inferior hi ha representades 16 losanges mentre que a la dreta hi ha 5 barres. Totes aquestes representacions estan treballades en relleu. D'aquest escut no se n'ha pogut esbrinar el significat. Se sap que el carrer on està instal·lat fou un dels primers del poble, prop de l'església, i on s'hi trobaven les millors cases de Navarcles. La data de la llinda (1643) i la forma de l'escut fa suposar que sigui del segle xvii.
Originalment va ser una cas pairal propietat de la família Vintró. El 1962 Valentí Caellas en va impulsar la seva compra i es va convertir en el Casal Parroquial on s'hi va instal·lar una taula de ping-pong, futbolins i va ser la seu dels Ratpenats, els escoltes i el taller professional. El 1972 s'hi van fer obres per dotar la casa de sales de reunions i conferències que estan al servei de les entitats de l'església.